# Prisoje (Višegrad, BiH)
Prisoje je naseljeno mjesto u općini Višegrad, Republika Srpska, BiH.

## Stanovništvo
Nacionalni sastav stanovništva 1991. godine, bio je sljedeći:
| Narod  | Broj stanovnika |
| ------ | --------------- |
| Srbi   | 64              |
| Ukupno | 64              |